# Navneord
Navneord (latin: substantiv) er en ordklasse i sprog med de ord, der kan have refererende funktion og betegner entitetstyper som fx genstande, levende væsner, personer eller abstraktioner:214 . På dansk kan et substantiv være enten intetkøn eller fælleskøn f.eks. et hus eller en bil.
En særlig form for navneord er egennavne (latin: proprier). Navneord, der ikke er egennavne, kaldes fællesnavne (appellativer).

## Bøjningsformer
I det danske sprog har de fleste substantiver otte bøjningsformer, sammenfattet ved: 

### Tal
- ental (latin singularis)
- flertal (latin pluralis)

### Bestemthed
- ubestemt
- bestemt

### Fald
- navnefald (latin nominativ)
- ejefald (latin genitiv)

### Køn
- fælleskøn (latin utrum)
- intetkøn (latin neutrum)

### Eksempel
| fælleskøn | fælleskøn | Ubestemt | Bestemt  |
| Ental     | Navnefald | Bil      | Bilen    |
| Ental     | Ejefald   | Bils     | Bilens   |
| Flertal   | Navnefald | Biler    | Bilerne  |
| Flertal   | Ejefald   | Bilers   | Bilernes |

| intetkøn | intetkøn  | Ubestemt | Bestemt |
| Ental    | Navnefald | Hus      | Huset   |
| Ental    | Ejefald   | Hus'     | Husets  |
| Flertal  | Navnefald | Huse     | Husene  |
| Flertal  | Ejefald   | Huses    | Husenes |

### Eksempler på forskellige navneord

#### Mennesker
- dreng/pige
- barn/baby

#### Dyr
- hest
- fugl
- mus
- skildpadde

#### Ting
- fotografi
- mobiltelefon

#### Begreber
- forelskelse
- kærlighed
- venskab

## Substantivfraser
Navneord kan indgå i bestemte syntaktiske konstruktioner (substantivfraser, nominalfraser) hvor de kan fungere som kerne. Andre ord lægger sig altså til navneordet og er med til at danne én enhed der henviser til en referent. Selve navneordet betegner visse egenskaber ved en entitet, og flere egenskaber kan tilføjes ved hjælp af tillægsord sådan at entitetstypen indsnævres eller præciseres. Substantivfrasen kan også indeholde mængdeangivende elementer (kvantifikatorer) i form af talord, ord som meget og lidt eller mængdeangivelser som en liter og en kop. Bestemthed er også en egenskab ved frasen som helhed der påvirker formen på både navneord, tillægsord og kendeord. Indenfor en substantivfrase er der typisk kongruens mellem tillægsord og navneord, men et talord kan også kræve at navneordet står i flertal:213-220 . 

## Retskrivning
I dansk retskrivning indtil 1948 blev der anvendt stort begyndelsesbogstav i alle navneord. Denne praksis havde også tidligere, under indflydelse af det tyske sprog, været i brug i norsk og svensk. Af nutidens europæiske sprog er det kun letzeburgsk og tysk, der stadig anvender store begyndelsesbogstaver i navneord.